# 邵庄乡
邵庄乡，是中华人民共和国河北省沧州市肃宁县下辖的一个乡镇级行政单位。，邵庄乡共辖18个行政村，有6152户，总口23214人，耕地42559.36亩。

## 行政区划
邵庄乡下辖以下地区：
邵庄村、王家佐村、边寨村、刘前庄村、朱家庄村、军庄村、寄子庄村、南庙头村、北庙头村、南窝头村、北窝头村、宋家佐村、北河东村、石家连城村、东高家口村、西高家口村、付高口村和于高口村。

## 交通
- 京九铁路：王佐站

## 经济
小拱棚韭菜是邵庄乡的特色农业。电器电料是传统优势产业。

## 文化
有中学1所，小学7所，幼儿园7所。

## 卫生
有乡卫生院1所，村卫生室22所。